# Öreg-tó
Az Öreg-tó Magyarországon, Komárom-Esztergom vármegyében, Tata városban található. Mesterséges eredetű, az ország legrégibb halastava. A Tatai tavak rámszari terület legnagyobb tava.

## Fekvése
A tó Tata közepén helyezkedik el, háromnegyed részben körülöleli a város (északnyugati oldalán Ó-Tata, északkeleti–keleti oldalán Tóváros), a déli és délnyugati oldalán erdős területek találhatók. 
A tavat tápláló Által-ér délkeleti irányból folyik be és öt ágon távozik észak felé a városon át.

## Méretei
- Üzemvízszintje 129,46 mBf, az ehhez tartozó vízfelület 202 hektár, tározótérfogata 4,6 millió m³.
- Teljes területe 269 hektár.
- Kerülete a parti séta úton mérve 7,28 km.

## Története

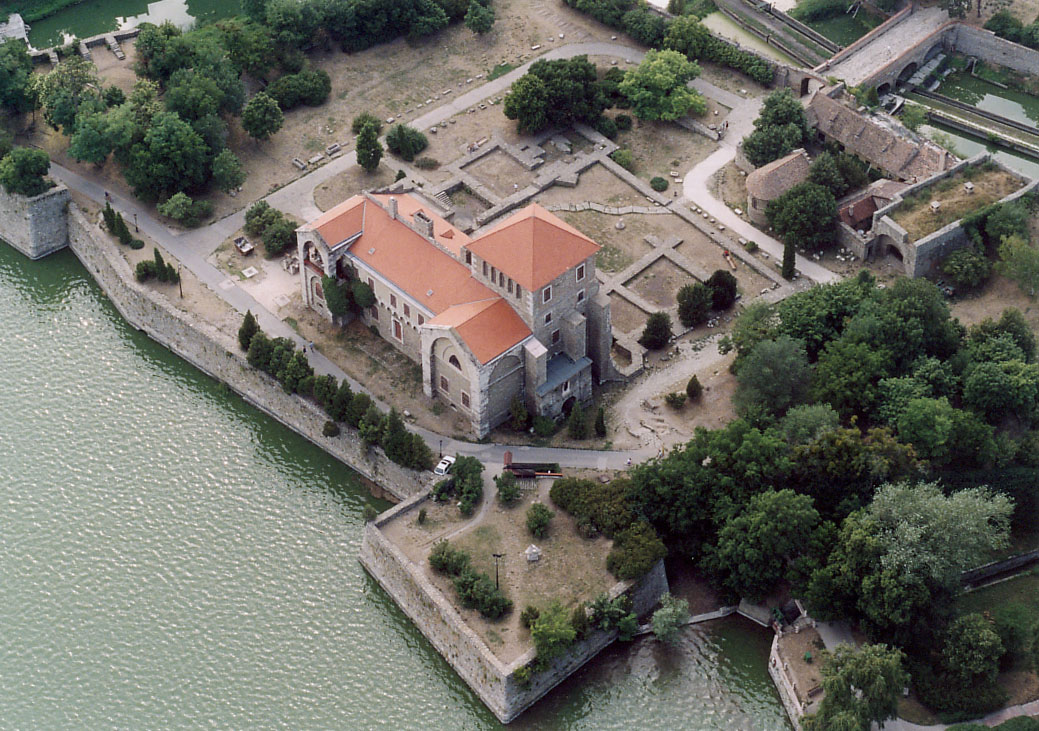
A tó és a vár légifotón

A helyén már a Pleisztocén korban is itt húzódó, forrásokkal táplált mocsárvilág terült el. A tó kialakulása összefügg a domborzati viszonyokkal, a tó mai medrében és a környéken működött nagy számú forrás vize a mélyebb részeken összefolyt, és tóvá terebélyesedett. Ekkor még ilyen nyílt vízfelületekkel, nádasokkal és lápokkal váltakozó táj volt a helyén. A tavat az Által-ér táplálja, és régebben források is fakadtak a tóban. Az 1961. szeptember 2-án a tatabányai XV/b akna súlyos vízbetörése után a fokozatosan elapadó tatai források sorsára jutottak a tóban levő források, így ezek működése is megszűnt.
A római korban létesült az Által-éren épített völgyzárógát. A gát az ér 10+558. mederszelvényében található. 1740-es években Mikoviny Sámuel neves vízrendező mérnök tervei alapján közelítőleg mai formáját nyerte el. Ezt a helyén elterülő mocsarak lecsapolásával érték el. 1700-as évektől – mint az Esterházy hitbizomány része – halastóként üzemelt egészen 1965-ig. Ezáltal vált Magyarország legrégibb halastavává. 1946 és 1965 között a kezelő a Tatai Halgazdaság, illetve jogutódja, a Tatai Állami Gazdaság volt. 1977-ben nyilvánították megyei jelentőségű természetvédelmi területté. 1989. március 17. óta a Ramsari egyezmény védelmét élvezi. 1993-ban tiltotta meg egy miniszteri rendelet a korábban igen nagy zavarást jelentő vízivadvadászatot a tavon.
2006-ban megállapodást kötött Tata és holland partnervárosa, Alkmaar önkormányzata, az Által-ér Szövetség és az IVN HAL civil környezetvédelmi egyesület a tó és környezetének megtisztítása érdekében. A program legköltségesebb része az Öreg-tó iszapkotrása. A korábbi ötven évben körülbelül egymillió köbméter, műtrágyákkal szennyezett anyag gyűlt fel a tóban. Amíg ezt el nem távolítják, addig nincs jelentős hatása a tóba jutó víz tisztításának. Később az Által-eret először egy húszhektáros tavon vezetnék keresztül”, ami 90%-os hatásfokkal, biológiai úton tisztítaná meg a patakot. 2005-ben a tó forrásainak egy része újjáéledt, mely mára már a vízszint-emelkedés 15%-át biztosítja.

## Árvizei
- 1939. május 23-ai árvizet az Által-ér vízgyűjtő területén lehullott felhőszakadásszerű eső okozta.
- 1953. június 9-én Dad község környékén 260 mm eső hullott. A vízgyűjtőterületre 32,7 millió m³ csapadék esett. Ebből a tavon 13,2 millió m³ vízmennyiség haladt keresztül. Az árhullám négy napon át vonult le, gyorsaságára jellemző, hogy 1953. június 9-én 14 órakor 410 ;cm-t mutatott a vízmérce, 37 órával később, 1953. június 11-én 3 órakor már 566 cm volt az vízállás.
- 2010 májusában a csapadékos időjárás következtében 258 centiméteres vízállást mértek az áradó Öreg-tavon, ez átlagos vízállásnál körülbelül egy méterrel magasabb.[3]

## Működtetése

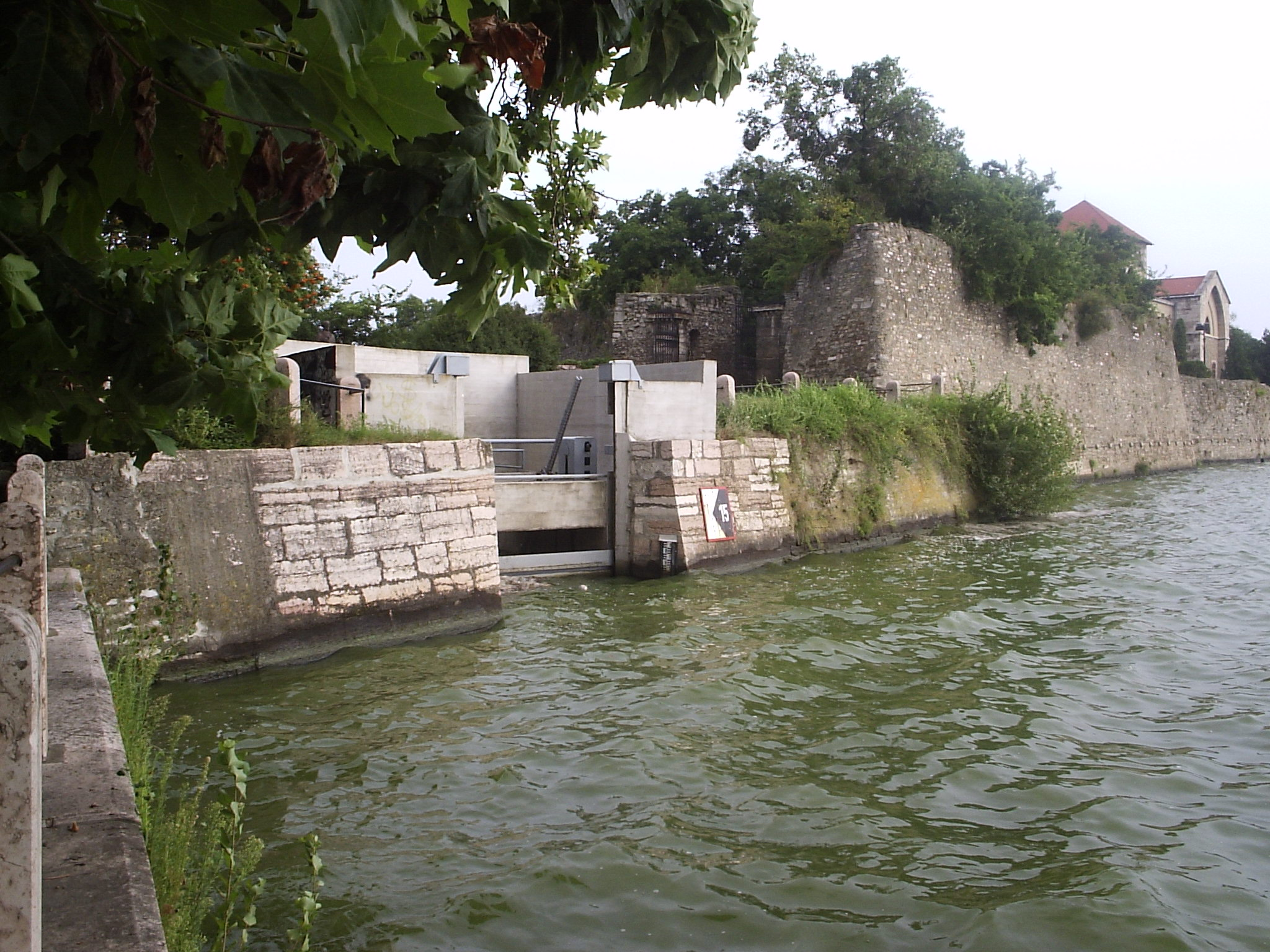
A Vecseri zsilip.

A tavat ősszel leürítik, tavasszal feltöltik. Mivel klasszikus árapasztó mederrel illetve műtárggyal nem rendelkezik – ellentétben a völgyzárógátas tározók többségével – a vízszintszabályozáson, feltöltésen-leürítésen kívül az árapasztást is az öt zsilipen keresztül kell megoldani. Az öt zsilip közül legjelentősebb a Vecserei zsilip. A tatai Öreg-tó, a völgyzárógát vízfelőli kőtámfala és az öt zsilip a Magyar Állam tulajdona, kezelője és üzemeltetője az Észak-dunántúli Vízügyi Igazgatóság.
1939, 1953, és 1963 nyarán levonuló katasztrofális árvizek rámutattak a nagyvizek levezetésének hiányosságaira. Az Észak-dunántúli Vízügyi Igazgatóság ezért 1968–1969-ben átépítette a Vecserei zsilipet gyakorlatilag a mai formájára. Azóta csak kisebb-nagyobb karbantartási munkákra, illetve a mozgató berendezés korszerűsítésére került sor 1986-ban.

## Élővilága

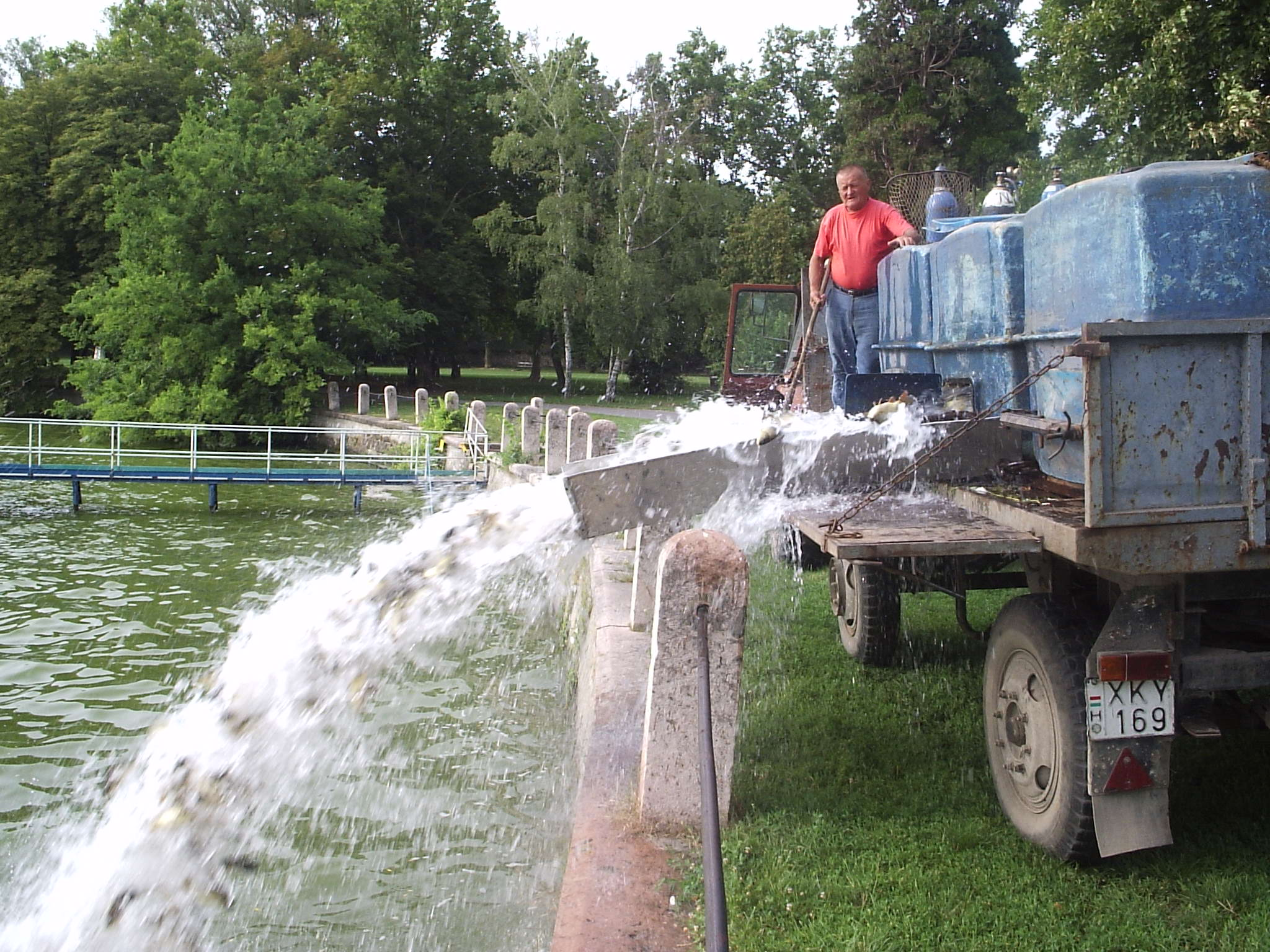
Kis pontyok telepítése a tóba.

A tó kiemelt fontosságú vízi élőhely, ritka madárfajok a vonulási időszakban tömegesen megtalálhatók a tó környezetében. Rendszeresen 20 000 egyednél is több madár tartózkodik itt. A vetési lúd (Anser fabalis) európai telelő állományának 12%-a tartózkodik itt. A nagy lilik (Anser albifrons) szintén jelentős állománya telel a tavon. A ludak közül még a nyári lúd (Anser anser), a rövidcsőrű lúd (Anser brachyrhynchus), az apácalúd (Branta leucopsis) és az örvös lúd (Branta bernicla) is megtalálható a területen. A fokozottan védett vörösnyakú lúd (Branta ruficollis) vonuló egyedeit egyre gyakrabban látni errefelé. Az átvonuló – telelő madártömegek megfigyelését segíti a tó partján 1999-ben felállított 11 méter magas megfigyelőtorony is.

## Műemlékek a tó partvonalán

### Épületek

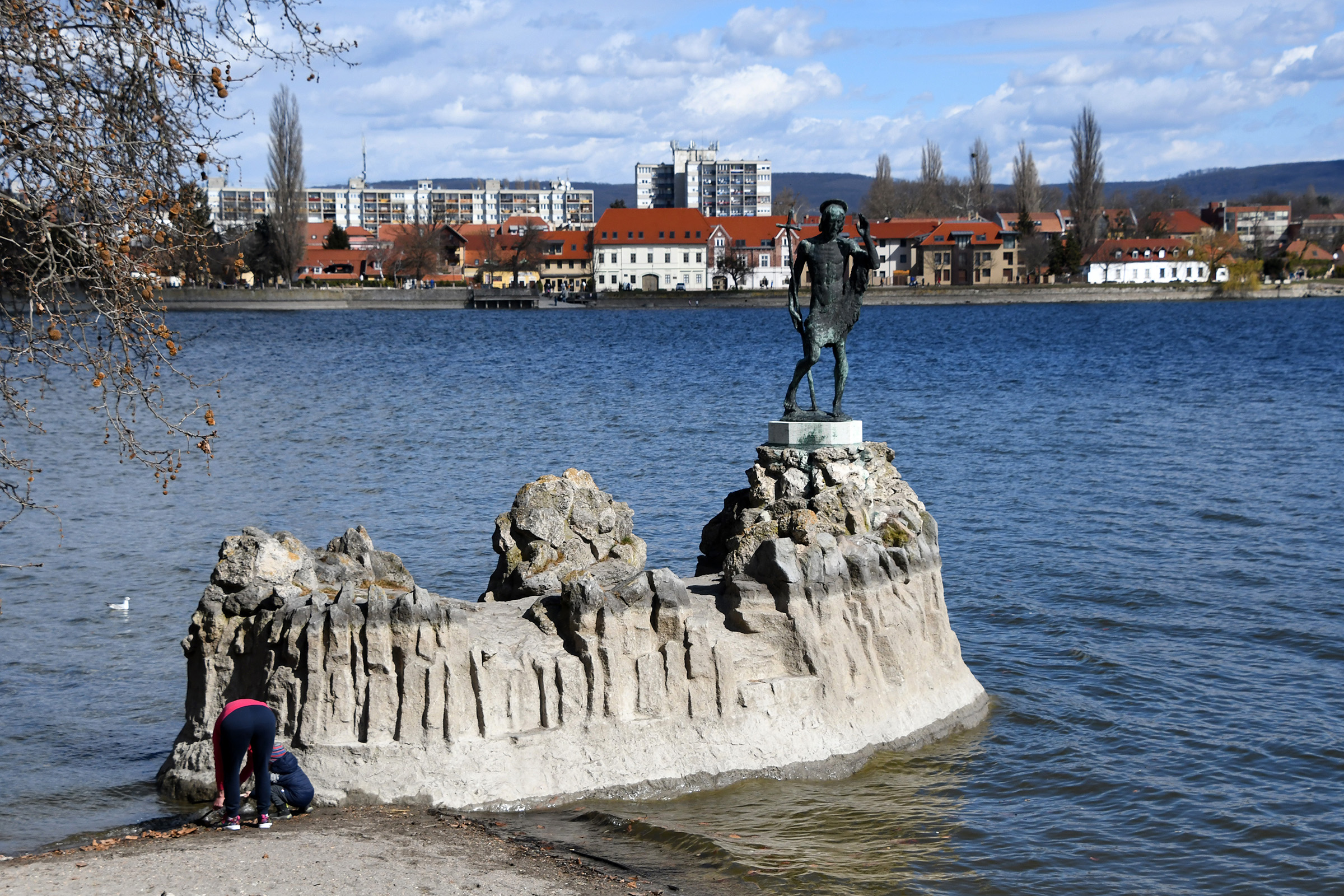
Keresztelő Szent János szobra a hattyúetető sziklán a tó medrében

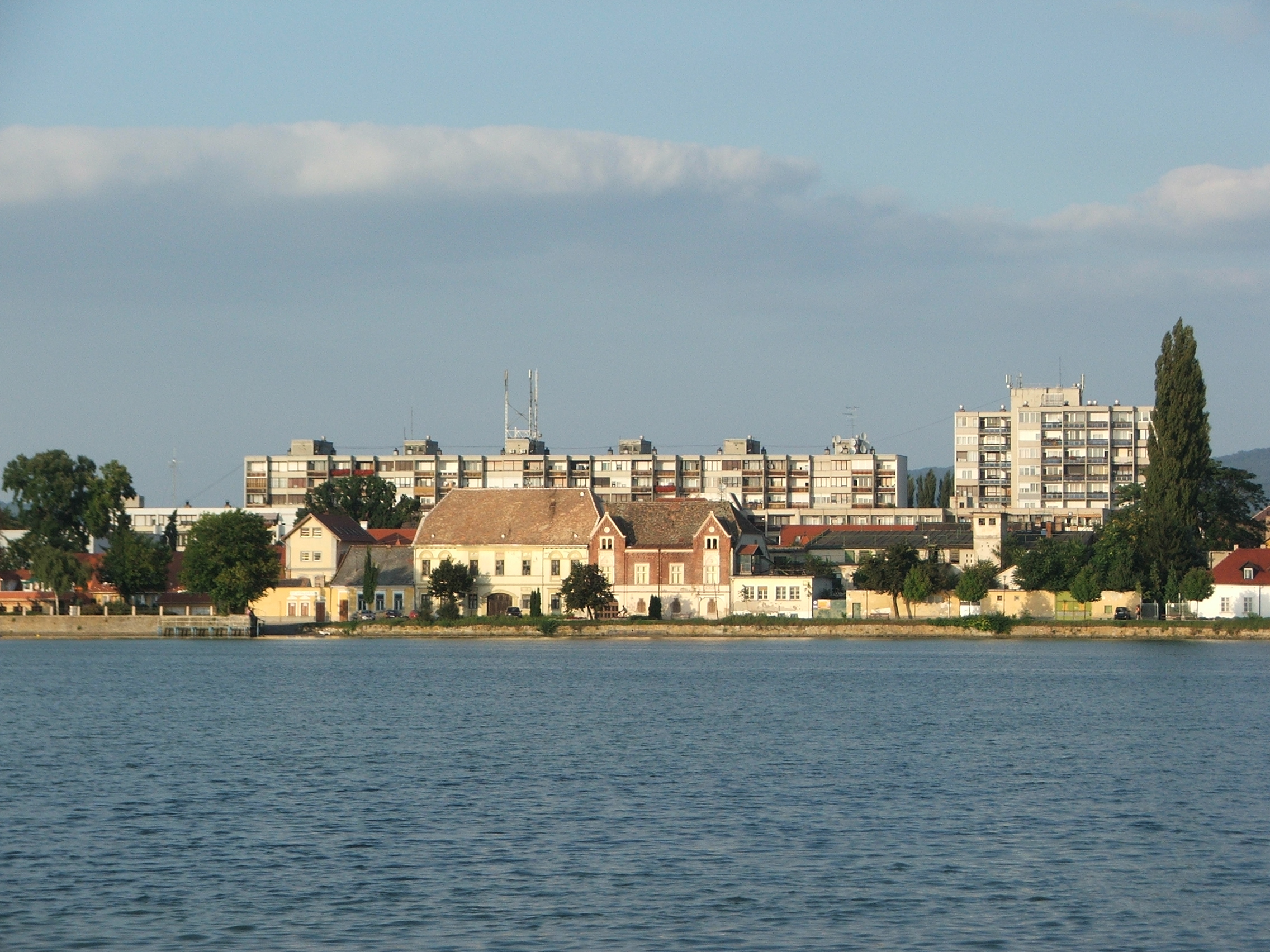
Az Axmann- és a Hamary-ház

A tó látványának leginkább meghatározó és legnagyobb eleme a Tatai vár, mellette található az Esterházy-kastély. A tóvárosi oldalon két lakóház, a Hamary-ház (Tópart u. 6.) – itt született 1826. március 26-án Hamary Dániel, aki az 1848–49-es forradalom és szabadságharc tatai szervezője volt, és Klapka György alatt a komáromi várban szolgált, és az Axmann-ház (Tópart u. 8.) – 1833-ban Axmann Mihály építtette, klasszicista stílusban. 1860-ban itt született Bláthy Ottó, határozza meg. Közvetlenül a vízre épült a Vízi vágóhíd – Fellner Jakab tervei szerint készült 1780 körül. Az épületet vastag nádfedél borítja, amelyet az ebből kialakított „harcsaszájú” pislogónyílások tesznek különlegessé. Napjainkban a mellette kialakított kikötőben horgonyzó vitorlás hajók tulajdonosai használják. Az utóbbi évtizedekben a nádfedelet többször is felgyújtották. A Feszty-villa – 1885-ben alpesi stílusban épült Feszty Árpád számára. Feleségével, Jókai Rózával gyakran látta vendégül Jókai Mórt, Esterházy Miklóst és Gárdonyi Gézát. A házat öröklő Feszty Margit 1906-ban eladta Ugron Gábor országgyűlési képviselőnek, így az épület az államosításig az Ugron család tulajdona maradt. Kertjében található a Feszti-barlang.

### Szobrok
- Keresztelő Szent János-szobor – a tó vizében a hattyúpihenő sziklán áll. N. Kovács Mária alkotása, aki elnyerte az akkori Budapest székesfőváros rangos díját, a Ferenc József Nagydíjat, majd a velencei biennálén az Arany érmet. A szobor helyét 1942-ben a Melegvíz partján jelölték ki, ahová a tér kialakítása után még abban az évben felállították. A II. világháború végén megsérült, és a római katolikus nagytemplomban kapott helyet. A szobrot restaurálás után a Tata Barátainak Köre kezdeményezésére, 1989. május 27-én jelenlegi helyén állították fel.
- Borbás Tibor Öreg halász című szobra a vár mellett található. A két karjával hálóját magasra emelő halász szobrát 1974-ben állították fel.
- A 2000-es években állították fel dr. Magyary Zoltán, Öveges József, Mikoviny Sámuel mellszobrait a tóparti sétányon.

## Hasznosítása

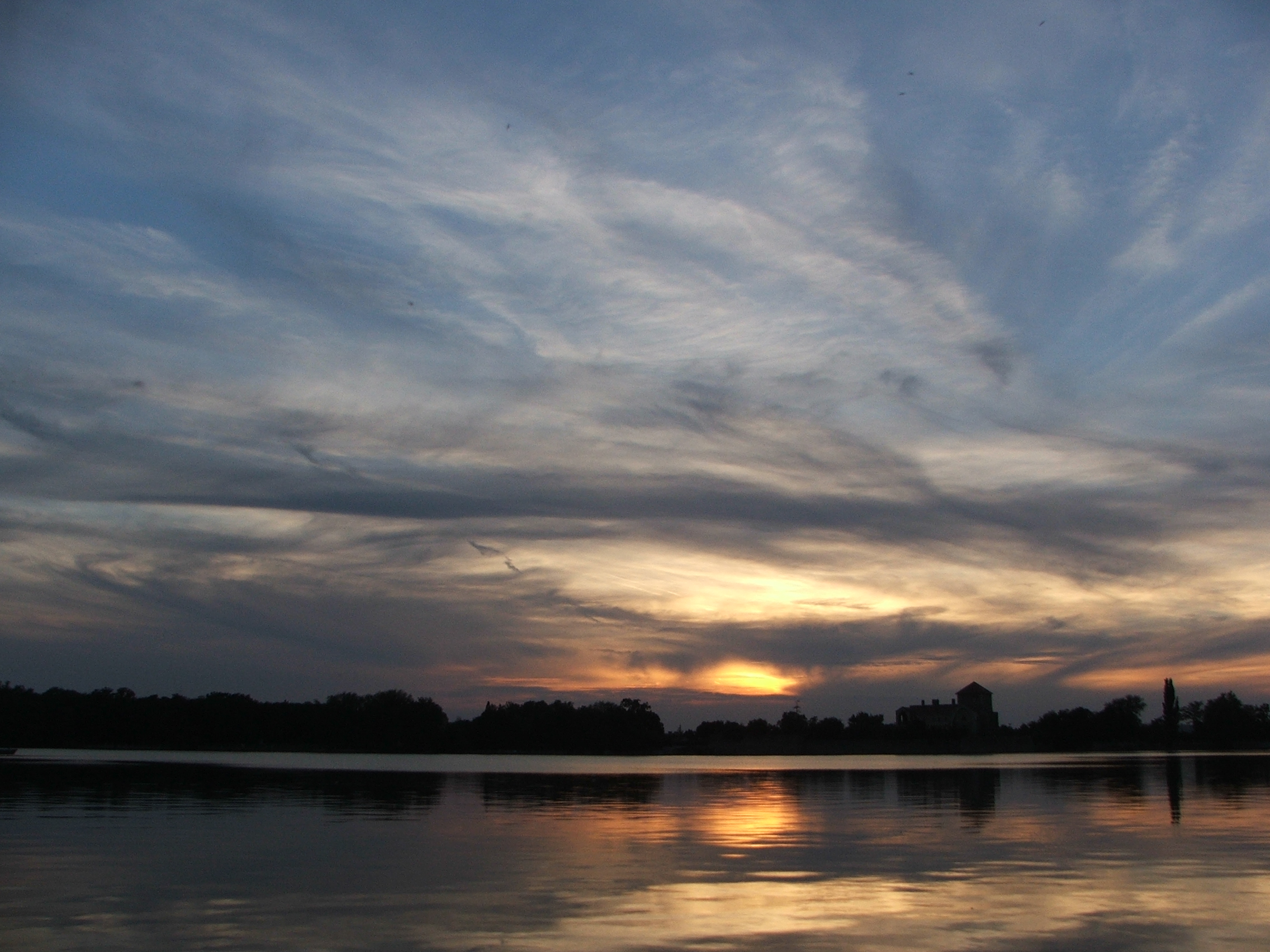
Naplemente a várral.

A tavon Ipari haltenyésztés folyik, novemberben lehalásszák. A nyári időszakban sétahajók üzemelnek rajta, valamint kajak- és evezősklub is használja a tavat. A szörfösöknek és vitorlásoknak is kedvelt helye a tó. Télen korcsolyázásra használják a város felé eső széleit. A partját aszfaltos és murvás út futja körbe, amit sok futó és kerékpáros használ. A tó környéke akadálymentesített. Nyáron közkedvelt fürdőhely.

## Külső hivatkozások
- Tatai barangolások, fényképes városi túraajánlatok